# Morbid Visions
Morbid Visions je debutové studiové album brazilské thrashmetalové kapely Sepultura. Vyšlo 10. listopadu 1986 u vydavatelství Cogumelo Records na 12" vinylové desce. Toto album je odlišitelné od pozdější éry kapely, protože první dvě nahrávky mají satanistický/démonský přebal alba, zatímco pozdější éra je více politicky založená. Sepultura uvedla, že mnoho textů bylo vytvořeno podle vzoru raných metalových skupin jako Venom a Celtic Frost (všimněte si podobnosti názvu s debutovým albem Celtic Frost Morbid Tales z roku 1984).
Album má nejhorší produkční kvalitu z celé diskografie kapely. V poznámkách k reedici alba od Roadrunneru Cavalera přiznává, že při nahrávání zanedbali ladění kytar. V té době se teprve začínali učit anglicky, takže texty museli překládat slovo od slova pomocí slovníku.
Album se dočkalo vícero reedic – na vinylech, CD i audiokazetách. Některá raná vydání obsahovala nepojmenované intro – první větu O Fortuna kantáty Carmina Burana německého skladatele Carla Orffa.

## Seznam skladeb
| Morbid Visions | Morbid Visions       | Morbid Visions |
| Pořadí         | Název                | Délka          |
| -------------- | -------------------- | -------------- |
| 1.             | Morbid Visions       | 3:23           |
| 2.             | Mayhem               | 3:15           |
| 3.             | Troops of Doom       | 3:21           |
| 4.             | War                  | 5:32           |
| 5.             | Crucifixion          | 5:02           |
| 6.             | Show Me the Wrath    | 3:52           |
| 7.             | Funeral Rites        | 4:23           |
| 8.             | Empire of the Damned | 4:24           |
| Celková délka: | Celková délka:       | 33:30          |

## Obsazení
- Max Cavalera – zpěv, kytara
- Igor Cavalera – bicí
- Jairo Guedz – kytara
- Paulo Jr. – baskytara